# Шинкаренко, Николай Всеволодович
Никола́й Все́володович Шинкаре́нко (5 (17) декабря 1889, Кубанская область— 21 декабря 1968, Сан-Себастьян, Испания) — русский и испанский военный деятель, генерал-майор Добровольческой армии, герой Первой мировой войны, участник Первой Балканской войны и гражданских войн в России и в Испании; в эмиграции — журналист, писатель (литературный псевдоним Никола́й Белого́рский).

## Биография
Из потомственных дворян. Уроженец Кубанской области, сын военного юриста, генерал-лейтенанта Всеволода Ивановича Шинкаренко (1861—1918), служившего по военно-судебному ведомству и расстрелянного чекистами (на 1908—1916 годы он — военный прокурор Приамурского военно-окружного суда).
Общее образование получил в Пермской мужской гимназии.
В августе 1906 года, выдержав поверочный экзамен по наукам, вступил в военную службу в Санкт-Петербурге, в Михайловское артиллерийское училище юнкером рядового звания; с октября 1907 года — юнкер унтер-офицерского звания. По окончании полного курса трёх классов училища по 1-му разряду, в августе 1909 года был произведен в подпоручики с назначением на службу в 1-й конно-горный артиллерийский дивизион Уссурийской конной бригады, расквартированный в селе Спасское Приморской области.
По прибытии в дивизион назначен младшим офицером во 2-ю батарею. В апреле 1911 года командирован на 6 месяцев в Управление Уссурийской конной бригады для учебных занятий по артиллерийской части; в августе того же 1911 года произведен в поручики.
В прикомандировании к Управлению Уссурийской конной бригады находился до апреля 1912 года, затем был откомандирован обратно в дивизион. С июля 1912 года был в прикомандировании к Нерчинскому полку Забайкальского казачьего войска.
С началом Первой Балканской войны Николай Шинкаренко отправился добровольцем в состав болгарской армии воевать против Турции. Служил в артиллерии, за отличия при осаде Адрианополя был награждён болгарским орденом «За храбрость» 4-й степени.
С 10.03.1913 по 22.06.1913 числился в запасе горной артиллерии по Приморской области, затем определён на службу в тот же 1-й конно-горный артиллерийский дивизион.

### Первая мировая война
С 1914 года — участник Первой мировой войны на Юго-Западном фронте в составе 12-го уланского Белгородского полка 12-й кавалерийской дивизии, к которому был прикомандирован, оставаясь в списках 1-го конно-горного артиллерийского дивизиона.
В боях командовал полуэскадроном уланов. 10 июня 1915 года был ранен и 12 июня эвакуирован на лечение. В июле 1915 года за отличия в делах против неприятеля произведен в штабс-капитаны. Осенью того же года, по возвращении в полк, назначен командовать 5-м эскадроном.
В апреле 1916 года, Высочайшим приказом, был переведен в тот же 12-й уланский Белгородский полк, с переименованием в штабс-ротмистры; в мае 1916 года за отличия в делах против неприятеля произведен в ротмистры. В том же году, оставаясь в списках своего 12-го уланского Белгородского полка, командовал дивизионом 12-го кавалерийского стрелкового полка 12-й кавалерийской дивизии.
За годы войны удостоен шести боевых орденов (всех возможных, до ордена Святого Владимира 4-й степени с мечами и бантом включительно) и Георгиевского оружия.
В июне 1917 года назначен старшим комендантом Тылового управления русских войск во Франции (вероятно, оставался в России). В августе 1917 года за отличия в делах против неприятеля произведен в подполковники.

### Гражданская война в России
После Октябрьской революции в Петрограде — активный участник «белого» движения. В ноябре 1917 года одним из первых вступил в Добровольческую армию. Участвовал в обороне Ростова. В феврале 1918 года был тяжело ранен, заменяя пулемётчика в бронепоезде в бою у Новочеркасска. Скрывался во время 1-го Кубанского похода. Во время 2-го Кубанского похода — командир отряда, а затем полка кавказских горцев. По представлению генерала Врангеля — полковник в Сводно-горской дивизии. После неудачного штурма Царицына в первых числах июня 1919 года Кавказской армией генерала Врангеля, во время которого Сводно-горская дивизия понесла большие потери в командном составе, генерал Врангель назначил его командующим этой дивизией. 23 августа 1919 года полковник Шинкаренко, командуя Сводно-горской дивизией, по своей инициативе атаковал уже вступающую в Царицын 28-ю дивизию и нанес ей тяжёлые потери. 29 августа 1919 года в бою с бригадой 4-й дивизии О. И. Городовикова Сводно-горская дивизия полковника Шинкаренко совместно с 4-й Кубанской дивизией разгромила Орловскую группу 10-й армии РККА и отбросила её за Дубовку, таким образом, ликвидировав нависшую над Царицыным угрозу.
В Крыму, реорганизуя Вооруженные Силы Юга России, генерал Врангель произвел полковника Шинкаренко в генерал-майоры и назначил его командиром отдельной конной бригады. Бригада генерала Шинкаренко особенно отличилась в боях 12—17 августа 1920 года у Серагоз в Северной Таврии. Награждён орденом Святителя Николая Чудотворца и назначен командиром Туземной горской дивизии.
После эвакуации из Крыма в ноябре 1920 года проживал сначала в Сербии, недолго в Германии и, наконец, с конца 1920-х годов, во Франции, в Ницце, где занимался литературным трудом.

### Гражданская война в Испании
Участник Гражданской войны в Испании. 12 февраля 1937 года в составе небольшой группы русских эмигрантов перешёл Пиренеи и добрался до Испании. Доброволец «Рекете». Отличился в боях на Северном фронте, был ранен в голову 3 апреля 1937 года при штурме «Пенья де Амбота» и произведен в лейтенанты. После ранения и выздоровления был принят самим Франко. Несмотря на попытки русских добровольцев в Испании добиться создания отдельной русской части, в том числе при помощи Шинкаренко, франкисты не пошли на уступки и формирование создано не было. Для самого Шинкаренко результатом встречи с Франко стало назначение в Иностранный легион. В конце войны участвовал в наступлении на Арагонском фронте.
В это время Николай Белогорский (Шинкаренко) публиковался в журнале «Часовой» и в других органах эмигрантской печати, написав ряд статей о гражданской войне в Испании.

### После войны
После своей победы над республиканцами и прихода к власти, в 1939 году генерал Франко назначил Шинкаренко, как лейтенанту вооружённых сил Испании, пенсию и предоставил испанское гражданство. Генерал Шинкаренко всем этим воспользовался и остался жить на севере Испании в городе Сан-Себастьян, где продолжал свою литературную деятельность. Был очень разочарован слабосильным участием русских эмигрантов в испанской гражданской войне и обвинял диаспору в пассивности, что было не до конца справедливо, учитывая все сложности с приездом русских волонтёров в Испанию. В 1957 году он писал: 
И Фок, и я полагали, что в Испании в конце концов наберётся много, ну хоть тысяча или полторы, наших добровольцев. Из них можно будет сформировать ну хоть бригаду русскую, и эта бригада, годная для боя, послужит потом началом для войны за Россию. Нужным началом, ибо все союзы и объединения оказывались уже никчёмными. Фок был старше меня, и я ему доложил, что командовать всем русским, что будет в Испании, должным образом надлежит ему; я же при нём на втором месте. Так это и было условлено. Тысяча или полторы тысячи наших белых русских… Какая иллюзия и какой самообман… Собралось в Испании человек пятьдесят. <…> В результате ж, генерал Фок застрелился, чтобы не попасть в плен; Полухин убит в том же бою у Quinto de Ebro; а я ничто, как и был. Результат нулевой. А сейчас, в теперешние годы, всё это — всё равно. Всё равно, ибо жизнь изменилась, и наше “белое” уже стало никчёмным. Прошли времена.
После нападения Германии на Советский Союз занял резко антигитлеровскую позицию, что было редкостью и исключением, если сравнить выбор большинства его соратников по гражданской войне в Испании, поступивших в Голубую дивизию переводчиками.
21 декабря 1968 года Николай Шинкаренко был смертельно травмирован грузовым автомобилем. Похоронен на местном кладбище Сан-Себастьяна.

## Книги и публикации
- «Марсова маска». — Берлин, 1924;
- «13 щепок крушения». — Берлин, 1929;
- «Чудо Альказара» // Часовой, 15.10.1936, № 176.
- «Кинто» // Часовой, 01.04.1939 № 232—233.
- «Вчера», 2 тома. — Мадрид, 1964—1965.

## Награды
- Медаль «В память 300-летия царствования Дома Романовых» (1913)
- Орден Святой Анны 4-й степени с надписью «За храбрость» (ВП от 25.02.1915)
- Орден Святого Владимира 4-й степени с мечами и бантом (ВП от 06.03.1915)
- Орден Святого Станислава 3-й степени с мечами и бантом (утв. ВП от 17.04.1915)
- Орден Святого Станислава 2-й степени с мечами (ВП от 29.06.1915)
- Орден Святой Анны 3-й степени с мечами и бантом (утв. ВП от 23.12.1915)
- Георгиевское оружие (утв. ВП 07.02.1916), — …за то, что, состоя в прикомандировании к 12-му уланскому Белгородскому полку, в бою 10 июня 1915 года у дер. Рудзвияны, командуя спешенным полуэскадроном, стремительно бросился на фланг наступавшего в превосходных силах противника во главе полуэскадрона, был тяжело ранен 3-мя пулями, но воодушевленные его примером уланы опрокинули противника и тем позволили полку атаковать противника по всему фронту, что повело к решительной победе.[13]
- Орден Святой Анны 2-й степени с мечами (утв. ВП от 17.11.1916)
- Орден Святителя Николая Чудотворца (1920)
- [14]

Иностранные:
- болгарский Орден «За храбрость» 4-й степени (1913)

## «Белая гвардия» и Шинкаренко
По предположению литературоведа Б. В. Соколова, Николай Шинкаренко мог стать прототипом полковника Най-Турса из романа Михаила Булгакова «Белая гвардия».